# Саратовское суворовское военное училище
Саратовское Суворовское военное училище (СвСВУ) — военное образовательное учреждение, располагавшееся в городе Саратове в период с 1944 по 1960 годы.

## История
Саратовское Суворовское военное училище было сформировано в период с 1 июля по 1 октября 1944 года на основании Директивы штаба Приволжского военного округа за № ОРГ/1/13864 от 20.06.1944 года.
На основании указа Президиума Верховного Совета СССР от 18.08.1944 года училищу 8 ноября 1944 года вручено Красное Знамя и Почётная Грамота Президиума ВС СССР.
Училище было расформировано с 1 по 31 августа 1960 года на основании директивы командующего войсками ПриВО № ОМУ/1/2574 от 22.07.1960 года.

## Деятельность
За время своего существования в Саратовском Суворовском военном училище произведено 12 выпусков воспитанников. Общее количество воспитанников составило 852 человека. Более 60 % выпускников стали профессиональными военными, среди них 18 генералов.
Свыше 50 выпускников стали видными деятелями науки и техники, в том числе докторами наук, академиками, лауреатами Ленинской премии. Также из стен училища вышли видные деятели культуры и искусства.

### Начальники училища
- 1944—1950 — генерал-майор Дьяконов, Пётр Александрович (1903—1984),
- 1950—1954 — гвардии генерал-майор Смирнов, Михаил Николаевич (1900—1967),
- 1954—1958 — полковник Зинченко, Владимир Емельянович (1907—1972),
- 1958—1960 — генерал-майор Мельников Иван Иванович (1905—1995).

### Выпускники училища
- Аунапу, Евгений Михайлович — генерал-лейтенант, член Военного Совета - начальник Политуправления Северо-Кавказского военного округа, депутат Верховного Совета РСФСР (1985—1987).
- Власов, Юрий Петрович — тяжелоатлет, Олимпийский чемпион в тяжёлом весе на XVII Олимпийских играх в Риме. Серебряный призёр XVIII Олимпийских игр в Токио. Четырёхкратный чемпион мира.
- Громов, Борис Всеволодович — генерал-полковник, депутат Государственной Думы РФ, Герой Советского Союза. Губернатор Московской области (2000-2012).
- П. А. Колесников — в 1945 году работал офицером-воспитателем и старшим преподавателем в Саратовском Суворовском военном училище.
- Мелентьев, Юрий Серафимович — Министр культуры РСФСР (1974-1990), депутат Верховного Совета Российской Федерации, почётный гражданин г. Нижний Тагил.
- Широков, Владимир Александрович — генерал-майор, окончил Высшую школу и Краснознамённый институт КГБ СССР, почётный сотрудник госбезопасности.

## Фотогалерея
Саратовское Суворовское военное училище находилось в доме по ул. Московская 64. На углу дома висит памятная плита. Сейчас в этом здании располагается Лицей 4. Внутри находится Музей суворовцев.

Памятная плита Саратовское Суворовское военное училище
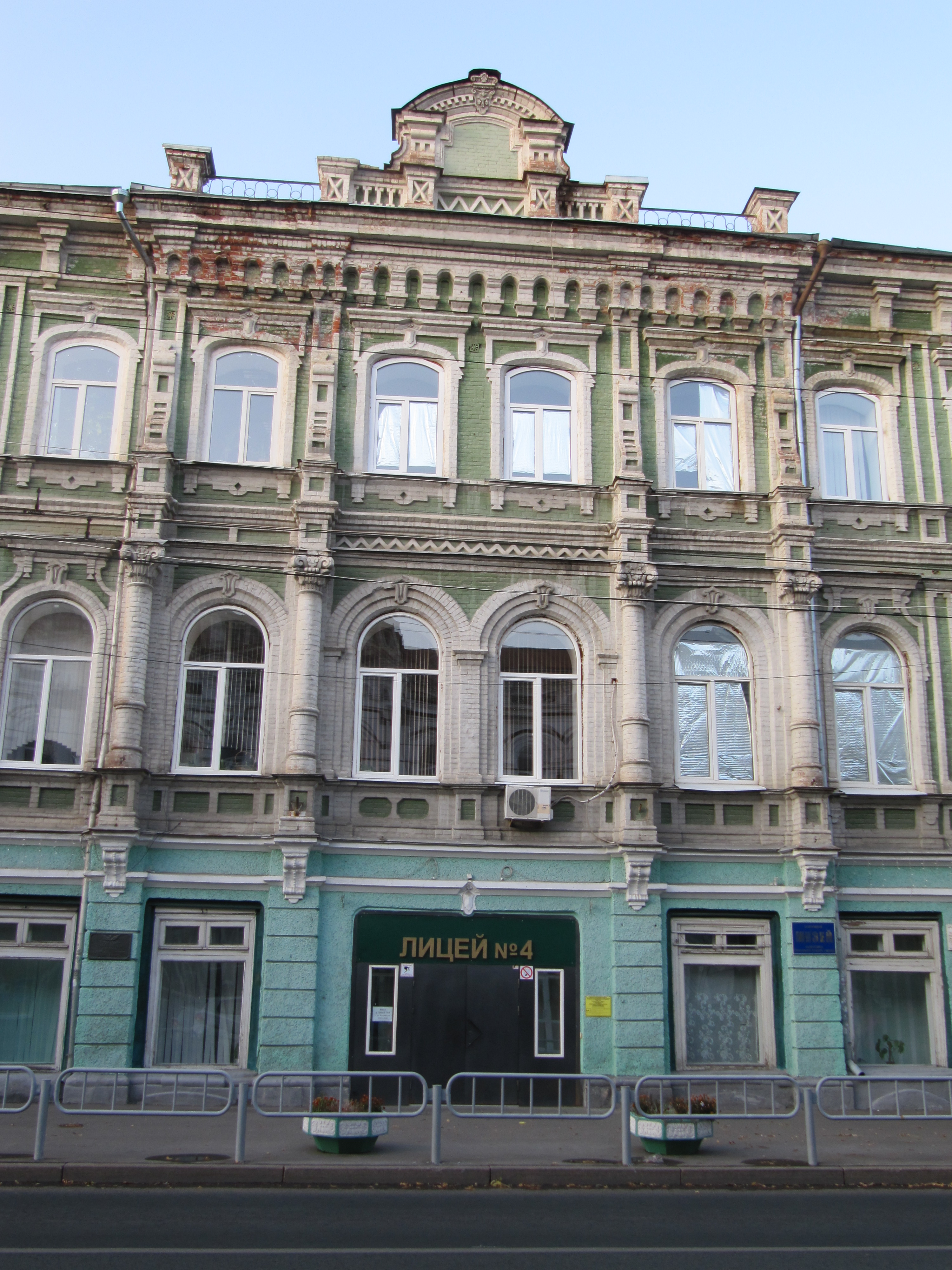
Лицей 4 ул. Московская 64 вход
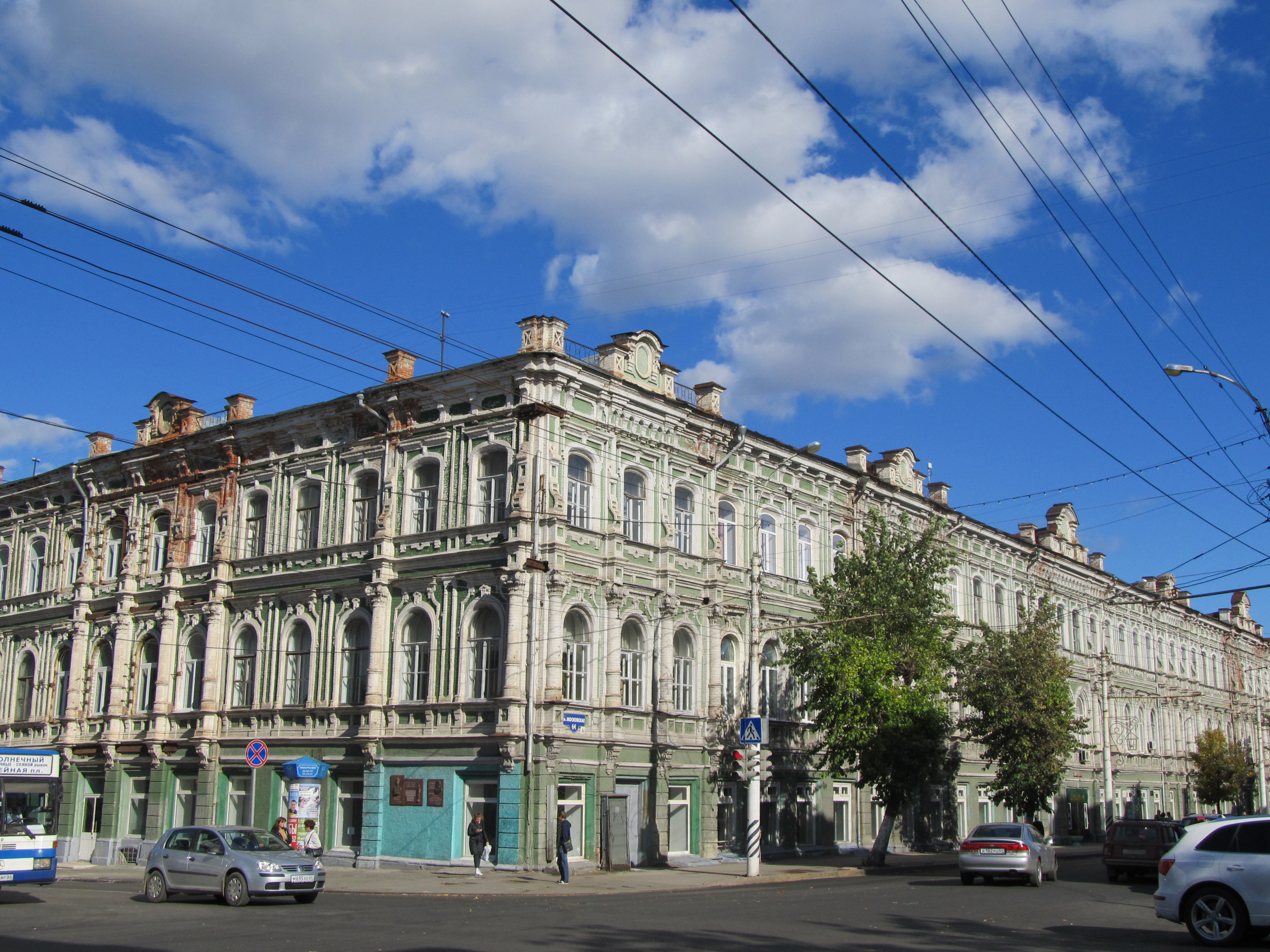
Здание с угла ул. Московская 64 и Радищева
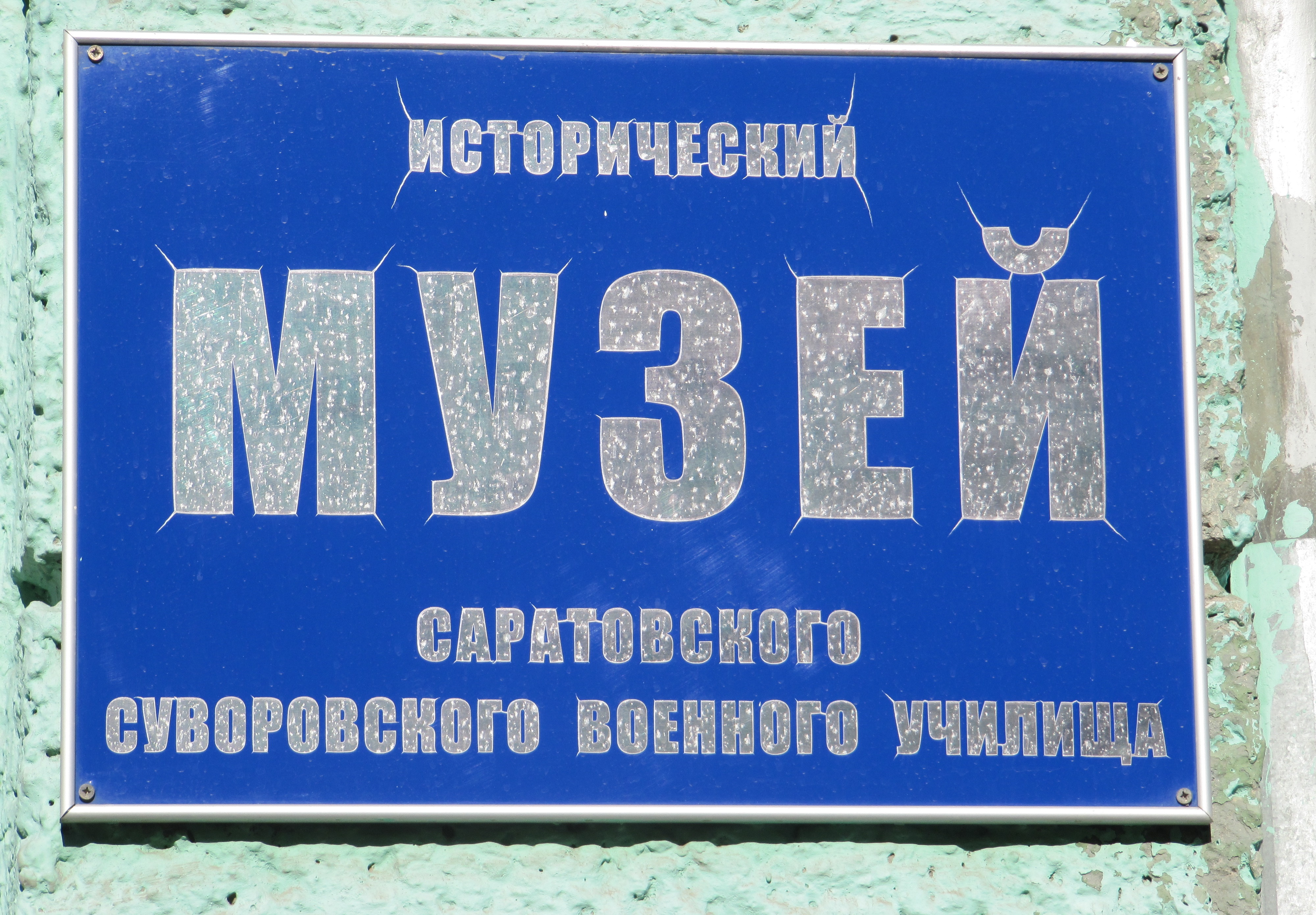
Лицей 4 Музей суворовцев

## Интересные факты
Вызывает интерес нагрудный знак бывшего училища. Появился этот знак в середине 1950-х годов, ещё до учреждения всесоюзного нагрудного знака за окончание СВУ 1958 года. Бронзовый знак в виде ромба с изображением пятиконечной звезды, серпа и молота, аббревиатуры училища, покрыт белой и красной эмалью. Сверху на знак наложен медальон с профильным изображением А. В. Суворова. Знак крепился к одежде с помощью винта и гайки.